# Cycas ophiolitica
Espèce
Synonymes
- Cycas arnhemica K.D.Hill[2]
- Cycas badensis K.D.Hill[2]
- Cycas canalis subsp. carinata K.D.Hill[2]
- Cycas desolata P.I.Forst.[2]
- Cycas ophiolitica K.D.Hill[2]
- Cycas platyphylla K.D.Hill[2]
- Cycas semota K.D.Hill[2]
- Cycas tuckeri K.D.Hill[2]
- Cycas yorkiana K.D.Hill[2]

Statut de conservation UICN

 VU  : Vulnérable
Cycas ophiolitica est une espèce de plantes de la famille des Cycadaceae. Elle est originaire du Queensland en Australie.

## Description
Cycas ophiolitica est une plante arborescente pouvant atteindre entre 2 et 4 mètres de haut avec un stipe pouvant mesurer de 4 à 20 cm de diamètre.
Les feuilles ont une couleur vert-bleu ou vert foncé, mesurant de 95 cm à 1,40 mètre de long et composées de 170 à 220 folioles. Les nouvelles feuilles apparaissant sont vert bleuâtre, densément poilues avec des poils gris-blanc ou d'un pâle orange-brun qui persistent avec le vieillissement des feuilles. Les pétioles sont pubescents. Les plants poussant dans des endroits ensoleillés sur des sols d'argile rouge dérivés de serpentinite ont les feuilles les plus bleues. 
Une sorte de laine orange-brun se trouve dans la couronne.
Cette espèce est dioïque. Sur les plants femelles, de 2 à 6 graines sont portées sur des sporophylles (structures porteuses de graines) mesurant 30 cm de long, qui ont un large sommet plat en forme de lance (lobe apical) avec une épine apicale mesurant 2 cm de longueur. Au fur et à mesure que les graines mûrissent, les tiges s'allongent et s'écartent du sommet de la plante. Les fruits ovoïdes presque sphériques, verts avant de devenir blanc jaunâtre et mesurant de 2,9 à 3,3 cm de long pour 2,8 à 3,2 cm de diamètre. Les plants mâles produisent des cônes cylindriques et bruns de 14 à 17 cm de long et de 6 à 8 cm de large.

## Distribution et habitat
Cycas ophiolitica est originaire et endémique du Queensland en Australie. Il prospère dans les collines où se trouvent des forêts clairsemées et herbeuses d'Eucalyptus, entre 80 et 400 mètres d'altitude.
Il est estimé que cette espèce occupent une zone d'au moins 2 080 hectares.
L'habitat de l'espèce possède un climat tropical avec des étés chauds et humides ainsi que des hivers doux et secs. Les précipitations annuelles moyennes sont de l'ordre de 1500 mm, principalement en été et en automne.
Il pousse dans les sols sableux et argileux, fertiles et drainés. Il se développe dans les sols ayant un pH de 4,8 à 5,6.
Il supporte la sécheresse et les incendies mais est sensible au gel.

## État de conservation
Il a été recensé 364 988 Cycas ophiolitica matures en octobre 2009, dans 16 stations où il est présent. Cependant, ce nombre est en déclin et de ce fait, l'UICN a classé cette espèce dans la catégorie "Vulnérable" du fait que son habitat naturel se réduit à cause de défrichages mais aussi à cause d'une hausse de la fréquence des incendies. De plus, des plants (principalement les spécimens les plus bleus) sont extraits de leur habitat naturel pour pouvoir alimenter un marché clandestin qui en fournit à des collectionneurs de plantes.